# Thuyết đa thần

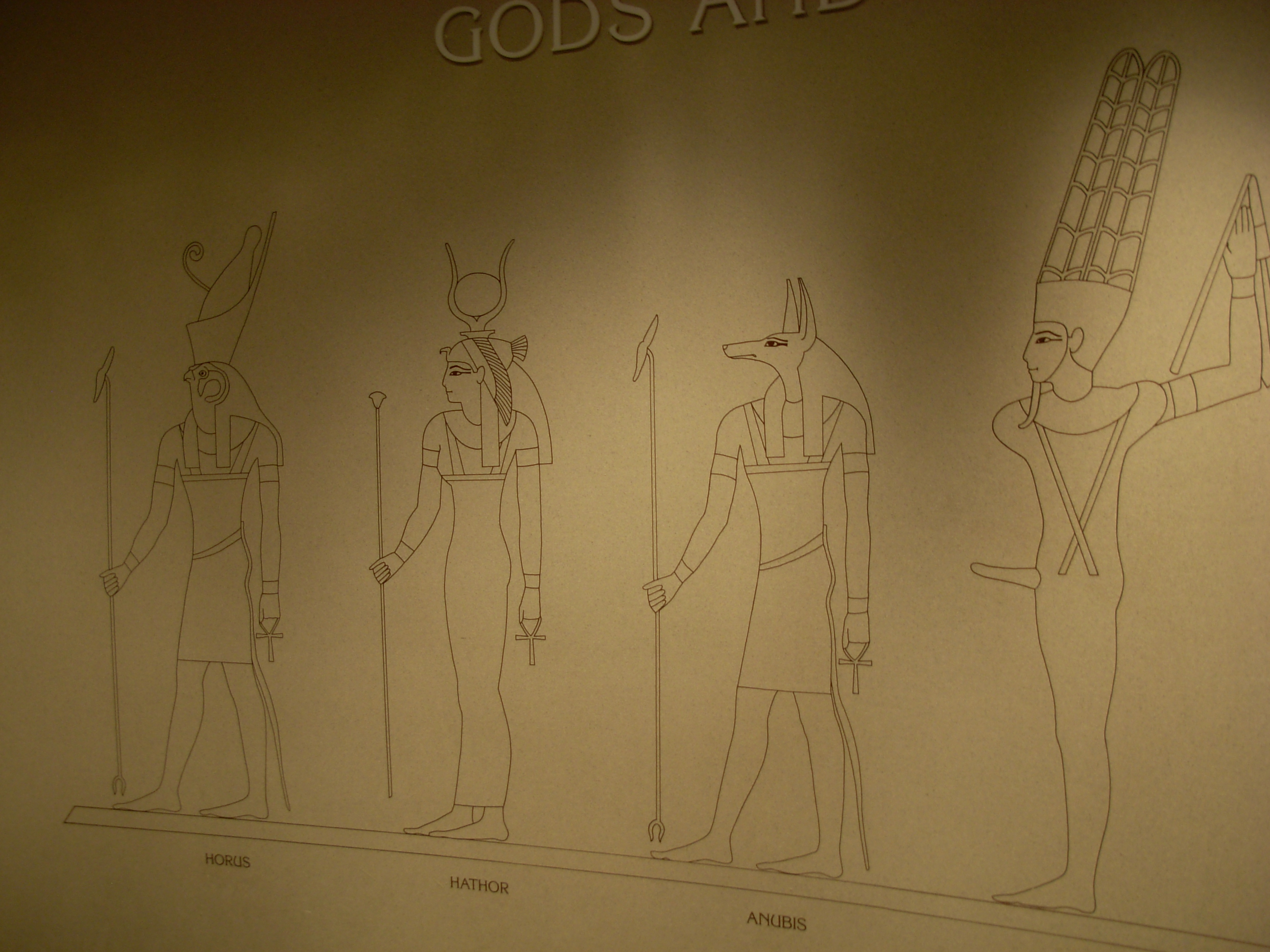
Các vị thần Ai Cập trong Bảo tàng Lịch sử Tự nhiên Carnegie

Thuyết đa thần (Polytheism) là sự tôn thờ hoặc tín ngưỡng vào nhiều vị thần, thường được tập hợp thành một đền thờ của các nam thần và nữ thần, cùng với các tôn giáo và nghi lễ riêng của họ. Trong hầu hết các tôn giáo mà chấp nhận tôn giáo đa thần, các vị thần và nữ thần khác nhau là cơ quan đại diện của các lực lượng của thiên nhiên hay nguyên tắc của tổ tiên, và có thể được xem như tự trị hoặc như các khía cạnh hoặc hóa thân của một vị thần sáng tạo hoặc siêu nguyên tắc tuyệt đối (thuyết nhất nguyên thần học), mà cố biểu hiện trong tự nhiên (thuyết vạn hữu tại thần và phiếm thần). Hầu hết các vị thần đa thần của các tôn giáo cổ đại, ngoại trừ đáng chú ý là các vị thần Ai Cập cổ đại  và Ấn Độ giáo, được quan niệm là có cơ thể vật lý.
Nhiều tôn giáo, kể cả các tôn giáo trong lịch sử cũng như hiện thời có niềm tin đa thần, như Thần đạo của Nhật Bản, tôn giáo đa thần Ai Cập cổ, đạo đa thần Hy Lạp cổ, đạo đa thần La Mã, đạo đa thần của người German, thuyết đa thần của người Slav, tôn giáo cổ Trung Quốc, đạo đa thần của người Anglo-Saxon.
Thuyết đa thần là một loại thuyết hữu thần. Trong nội bộ thuyết hữu thần, nó tương phản với thuyết độc thần, là niềm tin vào một Thiên Chúa duy nhất, trong hầu hết các trường hợp là đấng siêu việt. Những người theo thuyết đa thần không phải lúc nào cũng tôn thờ tất cả các vị thần như nhau, nhưng họ có thể là những người theo đơn nhất thần giáo (henotheists), chuyên thờ phụng một vị thần cụ thể. Những người đa thần khác có thể là theo giao thế thần giáo (kathenotheists), thờ phụng các vị thần khác nhau vào những thời điểm khác nhau.
Chủ nghĩa đa thần là hình thức tôn giáo điển hình trong thời đại đồ đồng và thời đại đồ sắt cho đến thời đại trục và sự phát triển của các tôn giáo Abraham, sau này các tôn giáo này đã thi hành thuyết độc thần một cách nghiêm ngặt. Nó được ghi chép lại trong các tôn giáo lịch sử của thời cổ đại, đặc biệt là tôn giáo Hy Lạp cổ đại và tôn giáo La Mã cổ đại, và sau sự suy tàn của đa thần Greco-Roman trong các tôn giáo bộ lạc như Đức, Slavic và ngoại giáo Baltic.
Các tôn giáo đa thần đáng chú ý được thực hành ngày nay bao gồm Đạo giáo, Thần giáo hoặc tôn giáo dân gian Trung Quốc, Thần đạo Nhật Bản, Santería, hầu hết các tôn giáo truyền thống châu Phi  và các tín ngưỡng neopagan khác nhau.
Ấn Độ giáo phủ nhận là độc quyền hoặc đa thần, đôi khi tin là độc thần nhưng từ chối đa thần với nhiều trường phái Ấn giáo liên quan đến nó như là henotheistic. Triết lý Vedanta của Ấn Độ giáo ẩn chứa ý tưởng Ấn Độ giáo là độc thần cùng với niềm tin rằng Brahman là nguyên nhân của mọi thứ và chính vũ trụ là biểu hiện của Brahmana.

## Mềm với cứng
Một bộ phận trung tâm, chính trong thực tiễn thuyết đa thần hiện đại là giữa thuyết đa thần mềm và thuyết đa thần cứng.
Chủ nghĩa đa thần "cứng" là niềm tin rằng các vị thần là những sinh vật thiêng liêng riêng biệt, riêng biệt, chứ không phải là nguyên mẫu tâm lý hay nhân cách hóa các lực lượng tự nhiên. Những người đa thần cứng rắn bác bỏ ý kiến cho rằng "tất cả các vị thần là một vị thần". "Cứng" đa thần không nhất thiết xem xét các vị thần của tất cả các nền văn hóa như là bình đẳng thực sự, một quan điểm thần học chính thức được gọi là đa thần giáo tích hợp hoặc omnism. Đối với những người theo đa thần cứng, các vị thần là các cá nhân và không chỉ là các tên khác nhau cho cùng một sinh vật.
Điều này thường trái ngược với đa thần "mềm", cho rằng các vị thần khác nhau có thể là khía cạnh của cùng một vị thần, rằng các đền thờ của các nền văn hóa khác là đại diện cho một pantheon, nguyên mẫu tâm lý hoặc nhân cách hóa các lực lượng tự nhiên. Theo cách này, các vị thần có thể hoán đổi cho nhau qua các nền văn hóa.

## Thần và tính thần thánh

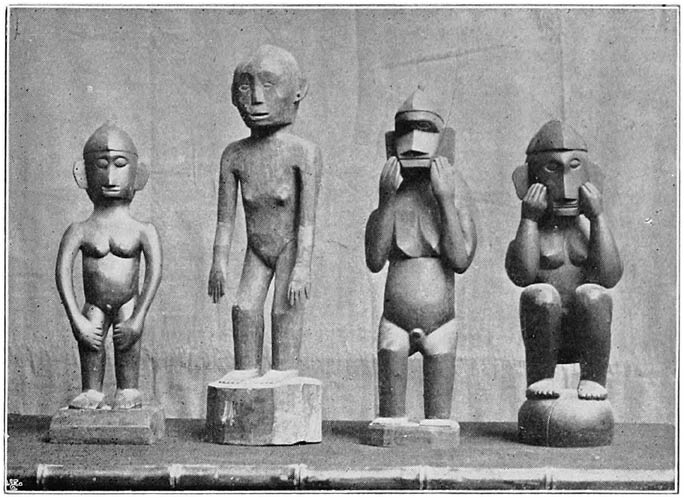
Các bức tượng Bulul phục vụ như hình đại diện của các vị thần gạo trong tín ngưỡng Anitist của người Ifugao ở Philippines.

Các vị thần của thuyết đa thần thường được miêu tả là những nhân vật phức tạp có địa vị lớn hơn hoặc ít hơn, với các kỹ năng, nhu cầu, mong muốn và lịch sử mang tính cá nhân; theo nhiều cách tương tự như con người (nhân loại) trong đặc điểm tính cách của họ, nhưng có thêm sức mạnh, khả năng, kiến thức hoặc nhận thức cá nhân. Chủ nghĩa đa thần không thể tách rời khỏi tín ngưỡng vật linh phổ biến trong hầu hết các tôn giáo dân gian. Các vị thần của tôn giáo đa thần là trong nhiều trường hợp thứ tự cao nhất của một sự liên tục của sinh vật siêu nhiên hoặc tinh thần, có thể bao gồm tổ tiên, ma quỷ, wights và những người khác. Trong một số trường hợp, những linh hồn này được chia thành các lớp thiên thể hoặc chthonic, và niềm tin vào sự tồn tại của tất cả những sinh vật này không ngụ ý rằng tất cả đều được tôn thờ.

## Các loại thần
Các loại thần thường có mặt trong thuyết đa thần:
- Thần bầu trời
- Thần chết
- Mẫu thần
- Thần tình yêu
- Thần tạo hóa
- Thần trí khôn
- Thần cai quản cuộc sống sau khi chết
- Anh hùng dân tộc
- Thần lửa
- Thần nước
- Thần Mặt Trăng
- Thần của âm nhạc, nghệ thuật, khoa học, nông nghiệp v.v..

## Thần thoại và tôn giáo
Trong kỷ nguyên cổ điển, Sallustius (thế kỷ thứ 4) đã phân loại thần thoại thành năm loại:
1. Thần học
2. Vật lý
3. Tâm lý
4. Vật chất
5. Pha trộn

Thần học là những huyền thoại không sử dụng hình thức cơ thể mà suy ngẫm về chính bản chất của các vị thần: ví dụ, Cronus nuốt con của mình. Vì thiên tính là trí tuệ, và tất cả trí tuệ trở lại chính nó, huyền thoại này thể hiện trong câu chuyện ngụ ngôn về bản chất của thần linh.
Thần thoại có thể được coi là vật lý khi chúng thể hiện các hoạt động của các vị thần trên thế giới.
Cách thức tâm lý là coi (thần thoại là những câu chuyện ngụ ngôn) về các hoạt động của chính linh hồn và hoặc hành động tư tưởng của linh hồn.
Vật lý là việc coi các vật thể thực sự là các vị thần, ví dụ: gọi Trái Đất là Gaia, đại dương là Okeanos hoặc sức nóng là Typhon.

## Tôn giáo cổ đại
Một số pantheon đa thần lịch sử nổi tiếng bao gồm các vị thần Sumer và các vị thần Ai Cập, và pantheon chứng thực cổ điển bao gồm tôn giáo Hy Lạp cổ đại và tôn giáo La Mã. Các tôn giáo đa thần hậu cổ điển bao gồm Norse sir và Vanir, Yoruba Orisha, các vị thần Aztec và nhiều thần khác. Ngày nay, hầu hết các tôn giáo đa thần lịch sử được gọi là " thần thoại ", mặc dù các câu chuyện mà các nền văn hóa kể về các vị thần của họ nên được phân biệt với việc thờ cúng hoặc thực hành tôn giáo. Chẳng hạn, các vị thần được miêu tả trong xung đột trong thần thoại đôi khi vẫn được thờ phụng trong cùng một ngôi đền, minh họa cho sự phân biệt trong tâm trí tín đồ giữa thần thoại và hiện thực. Các học giả như Jaan Puhvel, JP Mallory và Douglas Q. Adams đã tái cấu trúc các khía cạnh của tôn giáo Proto-Ấn-Âu cổ đại, từ đó các tôn giáo của các dân tộc Ấn-Âu khác nhau xuất phát, và tôn giáo này về cơ bản là tôn giáo số. Một ví dụ về một quan niệm tôn giáo từ quá khứ được chia sẻ này là khái niệm * dyēus, được chứng thực trong một số hệ thống tôn giáo khác biệt.
Trong nhiều nền văn minh, pantheon có xu hướng phát triển theo thời gian. Các vị thần đầu tiên được tôn thờ như là khách quen của các thành phố hoặc địa điểm được tập hợp lại với nhau khi các đế chế mở rộng trên các lãnh thổ lớn hơn. Các cuộc chinh phạt có thể dẫn đến sự phụ thuộc của pantheon của nền văn hóa cao tuổi vào một thế hệ mới hơn, như trong Titan gastia của Hy Lạp, và cũng có thể là trường hợp của Æsir và Vanir trong thần thoại Bắc Âu. Trao đổi văn hóa có thể dẫn đến vị thần "giống nhau" nổi tiếng ở hai nơi dưới những tên khác nhau, như đã thấy với người Hy Lạp, Etruscans và La Mã, và cả việc truyền văn hóa các yếu tố của một tôn giáo ngoại lai vào một giáo phái địa phương, như với việc thờ cúng của vị thần Ai Cập cổ đại Osiris, sau này được tiếp tục ở Hy Lạp cổ đại.
Hầu hết các hệ thống tín ngưỡng cổ đại cho rằng các vị thần ảnh hưởng đến cuộc sống của con người. Tuy nhiên, nhà triết học Hy Lạp Epicurus cho rằng các vị thần đang sống, không thể hư hỏng, hạnh phúc, những người không gặp rắc rối với các vấn đề của người phàm, nhưng người có thể cảm nhận được tâm trí, đặc biệt là trong khi ngủ. Epicurus tin rằng những vị thần này là vật chất, giống con người và họ sinh sống trong những khoảng trống giữa các thế giới.
Tôn giáo Hellenistic vẫn có thể được coi là đa thần, nhưng với mạnh thuyết nhất nguyên thành phần, và độc thần cuối cùng nổi lên từ truyền thống Hy Lạp trong Late Antiquity theo hình thức chủ nghĩa Tân Platon và thần học Kitô giáo.

### Hy Lạp cổ đại
Sơ đồ cổ điển ở Hy Lạp cổ đại của Mười hai vị thần Olympian (Mười hai nghệ thuật và thơ ca) là: Zeus, Hera, Poseidon, Athena, Ares, Demeter, Apollo, Artemis, Hephaestus, Aphrodite, Hermes, và Hestia. Mặc dù có ý kiến cho rằng Hestia đã từ chức khi Dionysus được mời lên đỉnh Olympus, đây là vấn đề gây tranh cãi. Thần thoại Hy Lạp của Robert Graves trích dẫn hai nguồn  rõ ràng không đề nghị Hestia từ bỏ vị trí của mình, mặc dù ông cho rằng Hestia đã từ bỏ. Hades  thường bị loại trừ vì thần này cư ngụ trong thế giới ngầm. Tất cả các vị thần đều có sức mạnh riêng. Tuy nhiên, có rất nhiều sự trôi chảy về người được tính trong số cổ của họ. Các thành phố khác nhau thường tôn thờ cùng một vị thần, đôi khi có các biểu tượng phân biệt họ và chỉ định bản chất địa phương của họ.
Thuyết đa thần Hellenic mở rộng ra ngoài lục địa Hy Lạp, đến các đảo và bờ biển Ionia ở Tiểu Á, đến Magna Graecia (Sicily và miền nam nước Ý), và đến các thuộc địa Hy Lạp rải rác ở Tây Địa Trung Hải, như Massalia (Marseille). Tôn giáo Hy Lạp đã tiết chế giáo phái và tín ngưỡng Etruscan để hình thành phần lớn tôn giáo La Mã sau này.

## Tôn giáo dân gian
Bản chất vật linh của tín ngưỡng dân gian là một phổ quát văn hóa nhân học. Niềm tin vào ma và linh hồn hoạt hình trong thế giới tự nhiên và thực hành thờ cúng tổ tiên có mặt phổ biến trong các nền văn hóa của thế giới và tái xuất hiện trong các xã hội độc thần hoặc vật chất như " mê tín ", tin vào ma quỷ, các vị thánh quan thầy, tiên nữ hay người ngoài hành tinh.
Sự hiện diện của một tôn giáo đa thần hoàn chỉnh, hoàn chỉnh với một giáo phái nghi lễ được thực hiện bởi một đẳng cấp linh mục, đòi hỏi một cấp độ tổ chức cao hơn và không có mặt trong mọi nền văn hóa. Ở Á-Âu, Kalash là một trong số rất ít trường hợp đa thần còn sống sót. Ngoài ra, một số lượng lớn các truyền thống dân gian đa thần được phục tùng trong Ấn Độ giáo đương đại, mặc dù Ấn Độ giáo bị chi phối về mặt giáo lý bởi thần học duy nhất hoặc độc thần (Bhakti, Advaita). Chủ nghĩa nghi lễ đa thần Vệ Đà lịch sử tồn tại như một dòng chảy nhỏ trong Ấn Độ giáo, được gọi là Shrauta. Phổ biến hơn là Ấn Độ giáo dân gian, với các nghi lễ dành riêng cho các vị thần địa phương hoặc khu vực khác nhau.

## Tôn giáo hiện đại

### Phật giáo
Trong Phật giáo, có những sinh mệnh cao hơn thường được thiết kế (hoặc được chỉ định) là các vị thần, Deva; tuy nhiên, Phật giáo, ở cốt lõi của nó (kinh điển gốc Pali), không dạy khái niệm cầu nguyện cũng không thờ phụng các Deva hay bất kỳ vị thần nào.
Tuy nhiên, trong Phật giáo, nhà lãnh đạo cốt lõi 'Đức Phật, người tiên phong trên con đường giác ngộ không được tôn thờ trong thiền định, mà chỉ đơn giản là được quán tưởng tới. Tượng hoặc hình ảnh của Đức Phật (Buddhaarupas) được thờ trước mặt để suy ngẫm và chiêm nghiệm về những phẩm chất mà vị trí đặc biệt của sắc pháp đó thể hiện. Trong Phật giáo, không có người sáng tạo và Đức Phật từ chối ý tưởng rằng một vị thần vĩnh viễn, cá nhân, cố định, toàn tri có thể tồn tại, liên kết thành khái niệm cốt lõi của vô thường (anicca).
Devas (các chư thiên), nói chung, là những sinh vật có nghiệp lực tích cực trong kiếp trước hơn con người. Tuổi thọ của họ cuối cùng kết thúc. Khi cuộc sống của họ kết thúc, họ sẽ được tái sinh thành chư thiên hoặc như những sinh mệnh khác. Khi họ tích lũy nghiệp tiêu cực, họ được tái sinh thành người hoặc bất kỳ người thấp nào khác. Con người và những sinh mệnh khác cũng có thể được tái sinh thành một deva trong lần tái sinh tiếp theo của họ, nếu họ tích lũy đủ nghiệp lực tích cực; tuy nhiên, nó không được khuyến khích.
Phật giáo phát triển mạnh ở các quốc gia khác nhau, và một số quốc gia có tôn giáo dân gian đa thần. Phật giáo đồng bộ hóa dễ dàng với các tôn giáo khác. Do đó, Phật giáo đã trộn lẫn với các tôn giáo dân gian và nổi lên trong các biến thể đa thần (như Kim cương thừa) cũng như các biến thể phi thần học. Ví dụ, ở Nhật Bản, Phật giáo, pha trộn với Thần đạo, nơi tôn thờ các vị thần được gọi là kami, đã tạo ra một truyền thống cầu nguyện cho các vị thần của Thần đạo như các hình thức của Phật. Vì vậy, có thể có các yếu tố thờ cúng các vị thần trong một số hình thức của Phật giáo sau này.
Các khái niệm về Adi-Buddha và Dharmakaya là gần nhất với thuyết độc thần mà bất kỳ hình thức Phật giáo nào cũng có, tất cả các nhà hiền triết và Bồ tát nổi tiếng đều được coi là những phản ánh của nó.  Adi-Buddha không được cho là người sáng tạo, mà là người khởi tạo tất cả mọi thứ, là một vị thần theo nghĩa Emanationist.

### Kitô giáo
Mặc dù Kitô giáo được chính thức coi là một tôn giáo độc thần, đôi khi người ta cho rằng Kitô giáo không thực sự độc thần vì giáo huấn về Thiên Chúa Ba Ngôi, tin vào một Thiên Chúa được mặc khải trong ba người khác nhau, đó là Cha, Chúa Con và Chúa Thánh Thần. Đây là vị trí của một số người Do Thái và người Hồi giáo cho rằng vì việc thông qua một quan niệm Ba Ngôi của vị thần, Kitô giáo thực sự là một hình thức Tritheism hoặc đa thần giáo, ví dụ xem Shituf hoặc Tawhid. Tuy nhiên, học thuyết trung tâm của Cơ đốc giáo là "một Thiên Chúa tồn tại trong ba người và một chất". Nói đúng ra, học thuyết là một bí ẩn được tiết lộ mà trong khi lý do trên không trái với nó.    Từ "người" là một bản dịch không hoàn hảo của thuật ngữ "thôi miên " ban đầu. Trong lời nói hàng ngày, "con người" biểu thị một cá nhân hợp lý và đạo đức riêng biệt, sở hữu ý thức tự giác và nhận thức về bản sắc cá nhân mặc dù có những thay đổi. Một con người là một bản chất riêng biệt trong đó bản chất con người được cá nhân hóa. Nhưng trong Thiên Chúa không có ba cá nhân bên cạnh và tách biệt với nhau, mà chỉ có sự phân biệt cá nhân   trong bản chất thiêng liêng, không chỉ nói chung chung, nhưng cũng bằng số, một. Mặc dù giáo lý về Ba Ngôi không được hình thành chắc chắn trước Công đồng Constantinople đầu tiên vào năm 381, nhưng học thuyết về một Thiên Chúa, được thừa hưởng từ Do Thái giáo luôn là tiền đề không thể chối cãi của đức tin của Giáo hội.
Jordan Paper, một học giả phương Tây và đa thần tự mô tả, coi đa thần là trạng thái bình thường trong văn hóa của con người. Ông lập luận rằng "Ngay cả Giáo hội Công giáo cũng thể hiện các khía cạnh đa thần với việc 'thờ phượng' các vị thánh". Mặt khác, ông phàn nàn, các nhà truyền giáo và học giả độc thần rất mong muốn được nhìn thấy một chủ nghĩa độc thần hoặc ít nhất là henotheism trong các tôn giáo đa thần, ví dụ, khi lấy bộ đôi Bầu trời và Trái Đất của Trung Quốc chỉ một phần và gọi nó là Vua của Nước trời, như Matteo Ricci đã làm.

### Đạo Mặc Môn
Joseph Smith, người sáng lập phong trào Thánh hữu ngày sau, tin vào "đa số các vị thần", nói rằng "Tôi luôn tuyên bố Thiên Chúa là một nhân vật riêng biệt, Chúa Giêsu Kitô là một nhân vật riêng biệt và khác biệt với Thiên Chúa Cha và Chúa Thánh Linh là một nhân vật khác biệt và một Linh hồn: và ba người này tạo thành ba nhân vật riêng biệt và ba vị thần ". Mormonism cũng khẳng định sự tồn tại của Mẹ Thiên Thượng, cũng như sự tôn cao, ý tưởng rằng mọi người có thể trở thành như thần ở thế giới bên kia, và quan điểm phổ biến của Mặc Môn là Thiên Chúa Cha đã từng là một người đàn ông sống. trên một hành tinh có Thiên Chúa cao hơn của chính mình, và người đã trở nên hoàn hảo sau khi theo Thiên Chúa cao hơn này. Một số nhà phê bình của đạo Mormon cho rằng những phát biểu trong Sách Mặc Môn mô tả một quan niệm ba ngôi về Thiên Chúa (ví dụ 2 Nephi 31: 21; Alma 11: 44), nhưng được thay thế bởi những mặc khải sau này.
Đạo Mặc Môn dạy rằng các tuyên bố kinh điển về sự hiệp nhất của Chúa Cha, Chúa Con và Đức Thánh Linh đại diện cho sự đồng nhất về mục đích, không phải về bản chất. Họ tin rằng nhà thờ Cơ đốc giáo đầu tiên không mô tả thiên tính về một chất chia sẻ vô hình, vô hình cho đến khi các nhà thần học hậu tông đồ bắt đầu kết hợp các triết học siêu hình Hy Lạp (như Neoplatonism) vào giáo lý Kitô giáo. Người Mặc Môn tin rằng sự thật về bản chất của Thiên Chúa đã được phục hồi thông qua sự mặc khải thời hiện đại, điều này đã phục hồi khái niệm Judeo-Christian ban đầu về một Thiên Chúa bất tử, tự nhiên, bất tử, là Cha của linh hồn con người. Chỉ riêng nhân vật này, người Mặc Môn cầu nguyện, như Ngài và sẽ luôn là Cha Thiên Thượng của họ, "Thần của các vị thần" tối cao (Phục truyền Luật lệ Ký 10:17). Theo nghĩa là người Mặc Môn chỉ tôn thờ Thiên Chúa Cha, họ coi mình là người độc thần. Tuy nhiên, Mặc Môn tuân theo lời dạy của Chúa Kitô rằng những người nhận được lời của Chúa có thể có được danh hiệu "các vị thần" (Giăng 10: 33-36), bởi vì là con cái của Thiên Chúa, họ có thể tự nhận lấy thuộc tính thiêng liêng của mình. Mặc Môn dạy rằng "Vinh quang của Thiên Chúa là sự thông minh" (Giáo lý và Giao ước 93:36), và đó là bằng cách chia sẻ sự hiểu biết hoàn hảo của Chúa Cha về tất cả những điều mà cả Chúa Giêsu Kitô và Chúa Thánh Thần cũng là thần thánh.

### Ấn Độ giáo
Ấn Độ giáo không phải là một tôn giáo nguyên khối: nhiều truyền thống và tập tục tôn giáo cực kỳ đa dạng được nhóm lại với nhau theo thuật ngữ ô này và một số học giả hiện đại đã đặt câu hỏi về tính hợp pháp của việc hợp nhất chúng một cách giả tạo và đề nghị rằng người ta nên nói về "Ấn giáo" ở số nhiều. Ấn Độ giáo thần học bao gồm cả khuynh hướng độc thần và đa thần và các biến thể trên hoặc hỗn hợp của cả hai cấu trúc này.
Người Ấn giáo tôn kính các vị thần dưới hình thức murti, hoặc thần tượng. Puja (thờ phượng) của murti giống như một cách để giao tiếp với thần linh vô hình, trừu tượng (Brahman trong Ấn Độ giáo) tạo ra, duy trì và hòa tan sự sáng tạo. Tuy nhiên, có những giáo phái đã ủng hộ rằng không cần phải đưa ra một hình dạng cho Thiên Chúa và nó ở khắp mọi nơi và vượt ra ngoài những điều mà con người có thể nhìn thấy hoặc cảm thấy rõ ràng. Đặc biệt Arya Samaj được thành lập bởi Swami Dayananda Saraswati và Brahmo Samaj người sáng lập bởi Ram Mohan Roy (cũng có những người khác) không tôn thờ các vị thần. Arya Samaj ủng hộ các thánh ca Vệ đà và Havan, trong khi Brahmo Samaj nhấn mạnh những lời cầu nguyện đơn giản. 
Một số triết gia và nhà thần học Ấn Độ giáo tranh luận về một cấu trúc siêu hình siêu việt với một bản thể thiêng liêng duy nhất. Bản chất thiêng liêng này thường được gọi là Brahman hoặc Atman, nhưng sự hiểu biết về bản chất của bản chất thần thánh tuyệt đối này là dòng định nghĩa nhiều truyền thống triết học của Ấn Độ giáo như Vedanta.
Trong số những người theo đạo Hindu, một số người tin vào các vị thần khác nhau xuất phát từ Brahman, trong khi những người khác thực hành đa thần truyền thống và henotheism, tập trung sự thờ phượng của họ vào một hoặc nhiều vị thần cá nhân, trong khi cho phép sự tồn tại của những thần khác.
Nói về mặt học thuật, kinh điển Vệ đà cổ xưa, theo đó Ấn Độ giáo có nguồn gốc, mô tả bốn dòng giáo lý kỷ luật được ủy quyền xuất hiện trong hàng ngàn năm. (Padma Purana). Bốn trong số họ cho rằng Chân lý tuyệt đối là hoàn toàn cá nhân, như trong thần học Judeo-Christian. Rằng Thiên Chúa nguyên thủy nguyên thủy là Cá nhân, cả siêu việt và vô thường trong suốt quá trình sáng tạo. Anh ta có thể, và thường được tiếp cận thông qua việc tôn thờ Murtis, được gọi là "Archa-Vigraha", được mô tả trong Vedas giống như các hình thức tâm linh, năng động khác nhau của anh ta. Đây là thần học Vaisnava.
Dòng nhánh thứ năm của tâm linh Vệ đà, được thành lập bởi Adi Shankaracharya, thúc đẩy khái niệm rằng Tuyệt đối là Brahman, không có sự khác biệt rõ ràng, không có ý chí, không suy nghĩ, không có trí thông minh.
Trong giáo phái Smarta của Ấn Độ giáo, triết lý Advaita được Shankara thể hiện cho phép tôn kính vô số các vị thần   với sự hiểu biết rằng tất cả chúng chỉ là những biểu hiện của một sức mạnh thần thánh không thể tin được, Brahman. Do đó, theo các trường phái khác nhau của Vedanta bao gồm Shankara, đó là truyền thống thần học Ấn Độ giáo có ảnh hưởng và quan trọng nhất, có rất nhiều vị thần trong Ấn Độ giáo, như Vishnu, Shiva, Ganesha, Hanuman, Lakshmi và Kali, nhưng họ về cơ bản các hình thức khác nhau của cùng một "Bản thể".   Tuy nhiên, nhiều nhà triết học Vedantic cũng lập luận rằng tất cả các cá nhân được hợp nhất bởi cùng một sức mạnh phi thường, thần thánh dưới hình thức Atman.
Tuy nhiên, nhiều người Ấn giáo khác lại xem đa thần giáo là thích hợp hơn nhiều so với thuyết độc thần. Ram Swarup, chẳng hạn, chỉ ra Vedas là đa thần cụ thể, và nói rằng, "chỉ một số hình thức đa thần một mình mới có thể thực hiện công lý cho sự đa dạng và phong phú này."  Sita Ram Goel, một nhà sử học Ấn Độ giáo thế kỷ 20 khác, đã viết:
Một số người Ấn giáo hiểu khái niệm đa thần theo nghĩa đa hình học Một vị thần với nhiều hình thức hoặc tên gọi. Rig Veda, kinh sách chính của Ấn Độ giáo, đã làm sáng tỏ điều này như sau:  

### Neopagan
Neopaganism, còn được gọi là ngoại giáo hiện đại và ngoại giáo đương đại,  là một nhóm các phong trào tôn giáo đương đại chịu ảnh hưởng hoặc tuyên bố bắt nguồn từ các tín ngưỡng ngoại giáo lịch sử khác nhau của châu Âu tiền hiện đại.  Mặc dù chúng có chung điểm chung, các phong trào tôn giáo Pagan đương đại rất đa dạng và không có một tập hợp tín ngưỡng, thực hành hay văn bản nào được chia sẻ bởi tất cả chúng.
Nhà huyền bí người Anh Dion Fortune là một người theo chủ nghĩa dân túy chính của đa thần mềm. Trong tiểu thuyết của mình, nữ tu sĩ biển, cô đã viết: "Tất cả các vị thần là một vị thần và tất cả các nữ thần là một nữ thần, và có một người khởi xướng." 

### Tái cấu trúc
Những người theo thuyết đa thần tái cấu trúc áp dụng các ngành học thuật như lịch sử, khảo cổ học và nghiên cứu ngôn ngữ để hồi sinh các tôn giáo truyền thống cổ xưa đã bị phân mảnh, hư hỏng hoặc thậm chí bị phá hủy, như Norse Paganism, Hy Lạp Pagan, đa thần Celtic và những người khác. Một nhà tái thiết nỗ lực để hồi sinh và tái cấu trúc một thực hành đích thực, dựa trên cách của tổ tiên nhưng khả thi trong cuộc sống đương đại. Những người đa thần khác biệt rõ rệt với người theo thuyết tân giáo ở chỗ họ coi tôn giáo của họ không chỉ được truyền cảm hứng từ các tôn giáo của thời cổ đại mà thường là sự tiếp nối hoặc hồi sinh thực sự của các tôn giáo đó. 

### Wicca
Wicca là một đức tin lưỡng thần được tạo ra bởi Gerald Gardner cho phép đa thần giáo. Wiccans đặc biệt tôn thờ Chúa và Lady of the Isles (tên của họ là lời thề). Đó là một tôn giáo bí ẩn orthopraxic đòi hỏi phải bắt đầu cho chức tư tế để xem xét bản thân Wiccan. Wicca nhấn mạnh đến tính hai mặt và chu kỳ của tự nhiên.

### Serer
Ở Châu Phi, tín ngưỡng đa thần trong tôn giáo Serer bắt nguồn từ thời đại đồ đá mới (có thể sớm hơn) khi tổ tiên xa xưa của người Serer đại diện cho Pangool của họ trên Tassili n'Ajjer. Vị thần sáng tạo tối cao trong tôn giáo Serer là Roog. Tuy nhiên, có nhiều vị thần  và Pangool (số ít: Fangool, những người can thiệp với thần thánh) trong tôn giáo Serer. Mỗi người có một mục đích riêng và đóng vai trò là đại lý của Roog trên Trái Đất. Trong số các diễn giả Cangin, một nhóm nhỏ của Serers, Roog được gọi là Koox.